# Austrorossia
Austrorossia (лат.) — род головоногих моллюсков из семейства сепиолиды (Sepiolidae). Длина тела от 2,7 до 9 см. Обитают в тропических и умеренных водах Тихого, Атлантического и Индийского океанов на глубине от 131 до 775 м. Они безвредны для человека, коммерческого интереса не представляют, за исключением Austrorossia bipapillata, которая является объектом мелкого промысла

## Классификация
На февраль 2021 года в род включают 5 видов:
- Austrorossia antillensis (Voss, 1955)
- Austrorossia australis (Berry, 1918)
- Austrorossia bipapillata (Sasaki, 1920)
- Austrorossia enigmatica (Robson, 1924)
- Austrorossia mastigophora (Chun, 1915)